# Enrique Escardó
Enrique Héctor Escardó Vallejo-Gallo (Lima, 12 de febrero de 1935 - Lima, 29 de junio de 2021) fue un periodista peruano, fundador y director de la revista Gente.

## Biografía
Hijo de Juan Enrique Escardó Garagorri y Francisca Graciela Vallejo Gonzáles (Grace). Pertenecía a una familia limeña acomodada; su tío abuelo fue Héctor Escardó Salazar, ingeniero y político que llegó a ser ministro de Estado.
Cursó sus estudios escolares en el Colegio Markham. Era todavía adolescente cuando empezó a trabajar en el diario La Crónica, donde logró consolidar una columna titulada «Tribuna juvenil».
Cursó sus estudios universitarios en España, y de regreso al Perú, decidió consagrarse al periodismo, contra la voluntad de su padrastro y de su madre. Su meta era lanzar una publicación periódica del tipo magazín, que no estuviera tan orientada a la política y que diera cabida a la vida de la alta sociedad. Tenía 23 años de edad cuando convocó a un grupo de amigos en el local del Cream Rica del Jirón de la Unión, invitándoles a sumarse a su proyecto. Entre los jóvenes asistentes a la reunión estaban Manuel Jesús Orbegozo, Mario Castro Arenas, Antonio Olivas Caldas, Luis Lissón, Luciano Ruiz de Navarro ("Ráfagas") y Milton von Hesse Bonilla. Aunque la idea era aparentemente descabellada, se llegó a concretar y la publicación fue bautizada como Gente, cuyo primer número fue lanzado el 20 de mayo de 1957.
Bajo su dirección, Gente se convirtió en una publicación importante e influyente, al lado de otras revistas contemporáneas como Caretas y Oiga. A pesar de que no era un medio esencialmente político, sufrió una primera clausura durante el gobierno dictatorial de Juan Velasco Alvarado. El mismo Escardó llegó a tener arresto domiciliario e incluso fue internado en el penal de Lurigancho. Ante una inminente deportación, se vio obligado a asilarse en la embajada de Bolivia, hasta que el gobierno, presionado por la opinión pública, le dio las garantías necesarias para que continuara con su labor periodística. Durante la segunda fase de la dictadura (gobierno de Francisco Morales Bermúdez), Gente sufrió otras dos clausuras y confiscaciones.
A fines de los años 1990, empezó el declive de Gente. Escardó fue acusado de vender la línea editorial de la revista al gobierno de Alberto Fujimori. A fines de 2017, coincidiendo con sus 60 años de vida, Gente dejó de editarse.

## Fallecimiento
El 29 de junio del 2021, Enrique Escardó falleció a los 86 años.